# Orbital (musikgrupp)
Orbital är en brittisk techno- och elektronisk musik-duo som bildades 1989 av bröderna Paul och Phil Hartnoll. Namnet kommer från de rejvfester som arrangerades i närheten av ringleden M25, på engelska orbital motorway, som går runt London. Innan de bytte namn hette de "Building Contractors".

## Historia
1989 spelade Orbital in låten "Chime" och fick den släppt först på skivbolaget Oh Zone Records, senare på FFRR Records. Låten nådde topp-20 i Storbritannien och blev en ravemusikklassiker.
Orbital gjorde sig kända för sina liveshower där de med lysande ficklampor på huvudet och studioutrustning på scenen improviserande mixade och arrangerade musiken under konserterna.
Många av gruppens fans anser att de var som bäst på de genomarbetade albumen Orbital 2 ("The Brown Album") (1993) och Snivilisation (1994). Albumet In Sides (1996) fick ljummen kritik, trots att det är deras i särklass mest mångsidiga och genomarbetade album. Orbital spelade en slags "intellektuell" techno med tunga repetitiva beats som var helt instrumental med undantag för samplade röster och liknande (och David Gray som sjunger på "Illumination" 2004).  
De jobbade även på ett smart sätt med melodier och rytmer som vävs samman och kunde även gå från minimalistisk enkelhet till polyfonisk storslagenhet. På olika vis i sina låttitlar eller i budskap från videoskärmar under konserterna kunde de kommentera företeelser och problem såsom till exempel miljöförstörelse. Deras låt "The Girl with the Sun in Her Head" är inspelad med enbart solenergi som kraftkälla. De kan jämföras med liknande 90-talsgrupper som The Prodigy, Chemical Brothers, Underworld och The Orb. 
Orbital splittrades 2004. Paul Hartnoll släpper numera musik under sitt eget namn, medan Phil Hartnoll sysslar med DJ:ande i samarbete med andra musiker i projektet "Long Range".
Orbital återförenades 2010 och gav ut samlingsalbumet Orbital 20. Året därpå gav de ut singeln Don't Stop Me/The Gun is Good och i april samma år kom albumet Wonky.

## Diskografi

### Album
- 1991 – Orbital (även känt som The Green Album)
- 1993 – Orbital 2 (även känt som The Brown Album)
- 1994 – Snivilisation
- 1996 – In Sides
- 1997 – Event Horizon (OST) (officiellt soundtrack till filmen Event Horizon)
- 1999 – The Middle of Nowhere
- 2001 – The Altogether
- 2002 – Work 1989-2002 (singelsamling)
- 2003 – Octane (OST) (officiellt soundtrack till filmen Octane)
- 2004 – Blue Album

### Singlar och EP-skivor
EPs
- 1991 – Satan (III)
- 1992 – Mutations
- 1992 – Radiccio
- 1995 – Times Fly
- 2002 – Rest/Play EP
- 2012 – New France EP

Singlar
- 1990 – "Chime"
- 1990 – "Omen"
- 1991 – "Midnight" / "Choice"
- 1993 – "Lush"
- 1994 – "Peel Session" / "Diversions"
- 1994 – "Are We Here?"
- 1995 – "Belfast" / "Wasted"
- 1996 – "The Box"
- 1996 – "Satan Live" / "Satan Spawn"
- 1997 – "The Saint"
- 1999 – "Style"
- 1999 – "Nothing Left"
- 2000 – "Beached" (i samarbete med Angelo Badalamenti)
- 2001 – "Funny Break (One is Enough)"
- 2001 – "Illuminate"
- 2002 – "Rest"
- 2002 – "Play"
- 2004 – "One Perfect Sunrise" / "You Lot"